# Antisolarium egenum
Antisolarium egenum là một ốc biển, là động vật thân mềm chân bụng sống ở biển trong họ Trochidae, the top shells.